# Inklings

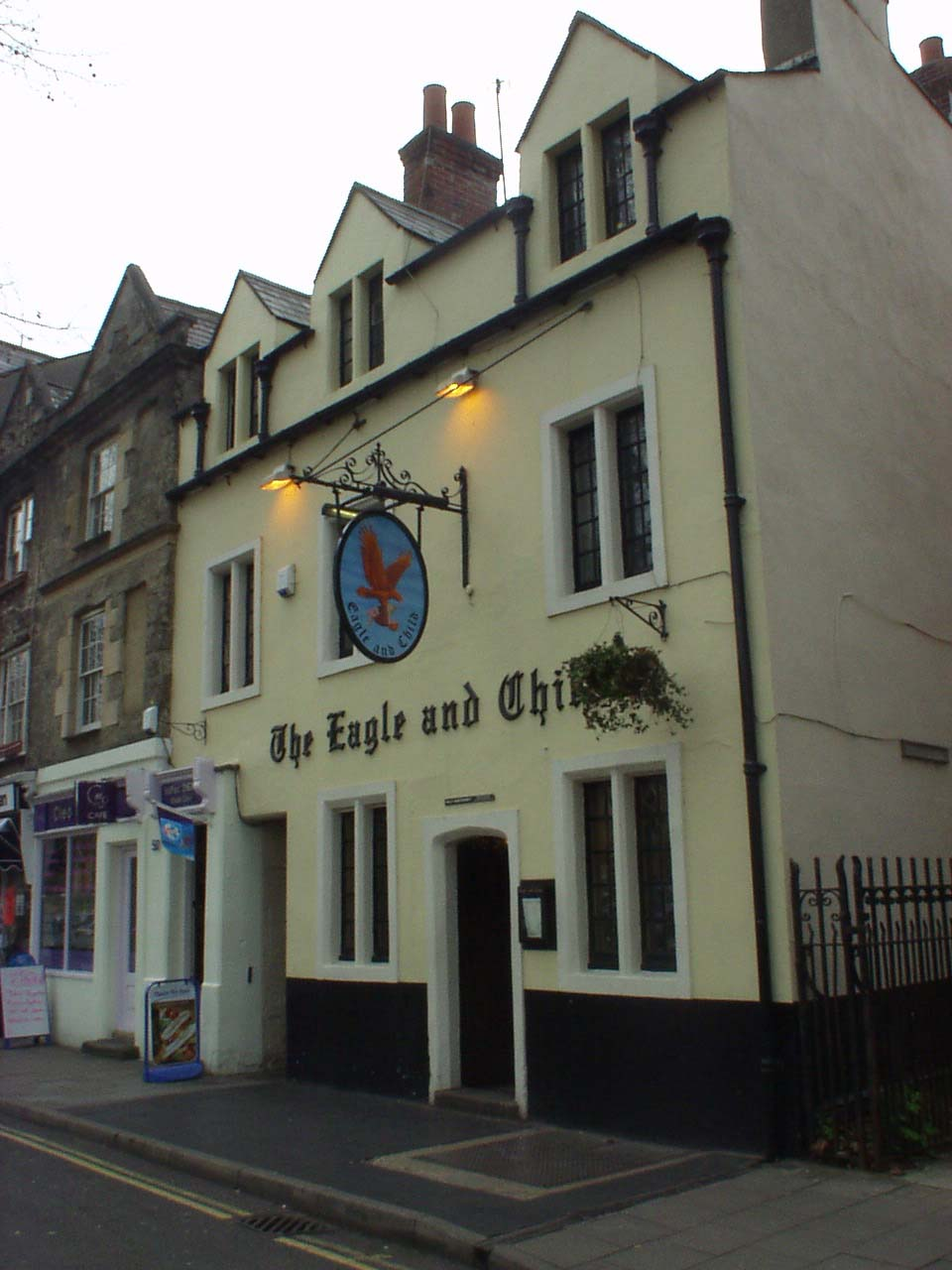
El pub Eagle and Child, lugar de reunión de los Inklings.

Los Inklings eran un cenáculo literario de académicos y escritores británicos vinculados a la Universidad de Oxford, en su mayoría de creencias cristianas, que se reunió en Oxford entre los primeros años 1930 y los 60, aunque su época más próspera duró sólo hasta finales de 1949. Los Inklings eran entusiastas de la literatura, que ponderaban el valor de la narrativa en ficción, y que impulsaban la escritura de fantasía.

## El grupo

### Miembros del cenáculo
El núcleo de esta tertulia, de composición variable, estaba formado por Owen Barfield, J. A. W. Bennett, Lord David Cecil, Nevill Coghill, Hugo Dyson, Adam Fox, Roger Lancelyn Green, Robert Havard (apodado «Humphrey»), C. S. Lewis (apodado «Jack»), Warren Lewis (apodado «Warnie», hermano mayor de C. S. Lewis), J. R. R. Tolkien (apodado «Tollers»), su hijo Christopher Tolkien y Charles Williams.
Además, también asistían de manera algo menos habitual Percy Bates, James Dundas-Grant, Jon Fromke, Colin Hardie, Gervase Mathew, R. B. McCallum, C. E. Stevens, John Wain y Charles Leslie Wrenn. En alguna ocasión, también asistieron a las tertulias el escritor Eric Rücker Eddison por invitación de Lewis y el poeta sudafricano Roy Campbell, a instancias de Tolkien. Como era corriente en los grupos literarios universitarios de aquella época y lugar, los Inklings eran todos varones; Dorothy L. Sayers, a veces considerada miembro del círculo, era amiga de Lewis y Williams, pero nunca asistió a las reuniones.

### Costumbres y reuniones

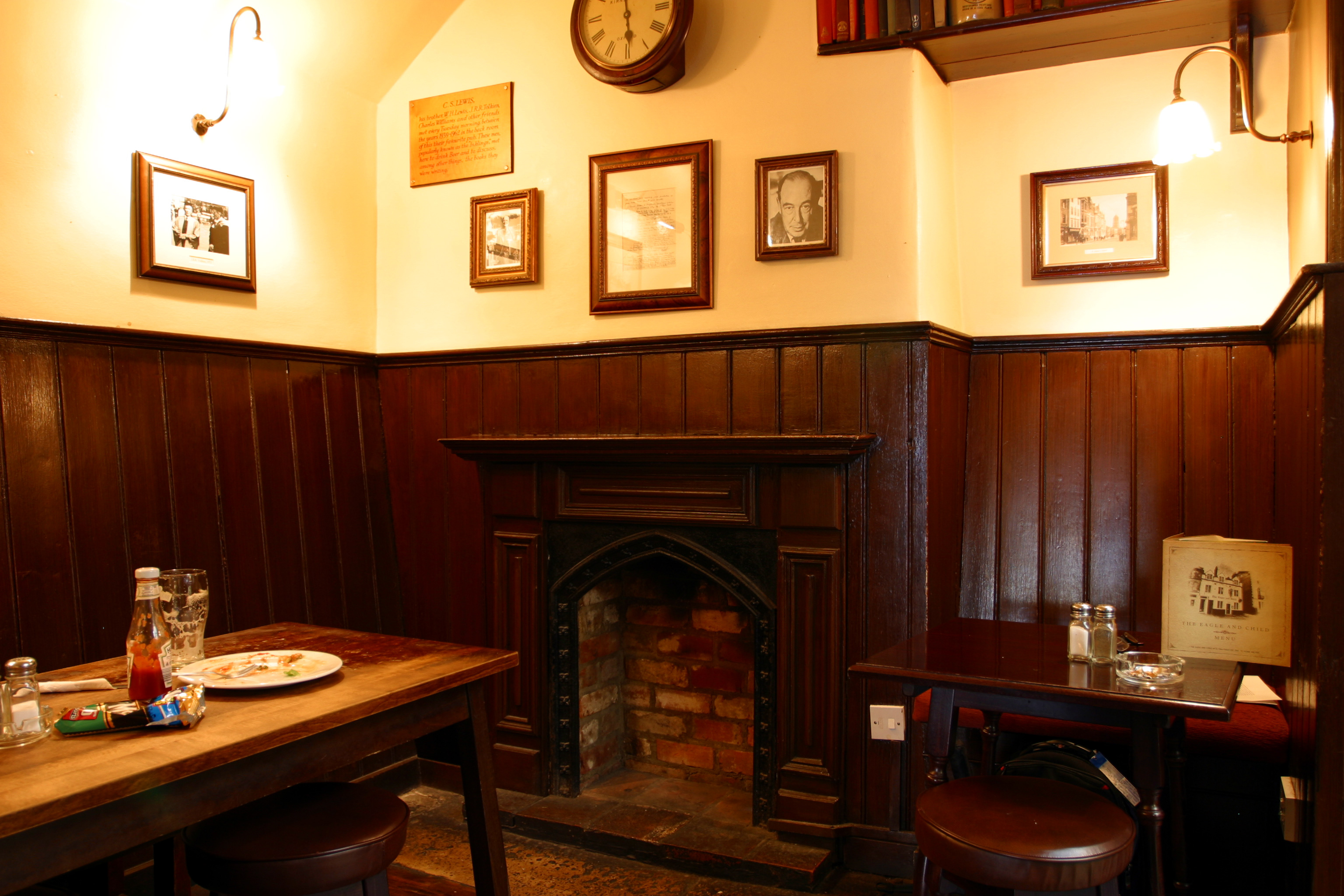
The Rabbit Room, la esquina del Eagle and Child en la que se reunían los miembros del grupo.

«Propiamente hablando», escribió Warren Lewis, «los Inklings no eran ni un club ni una sociedad literaria, aunque participaban de la naturaleza de ambos. No había reglas, oficiales, agendas o elecciones formales».

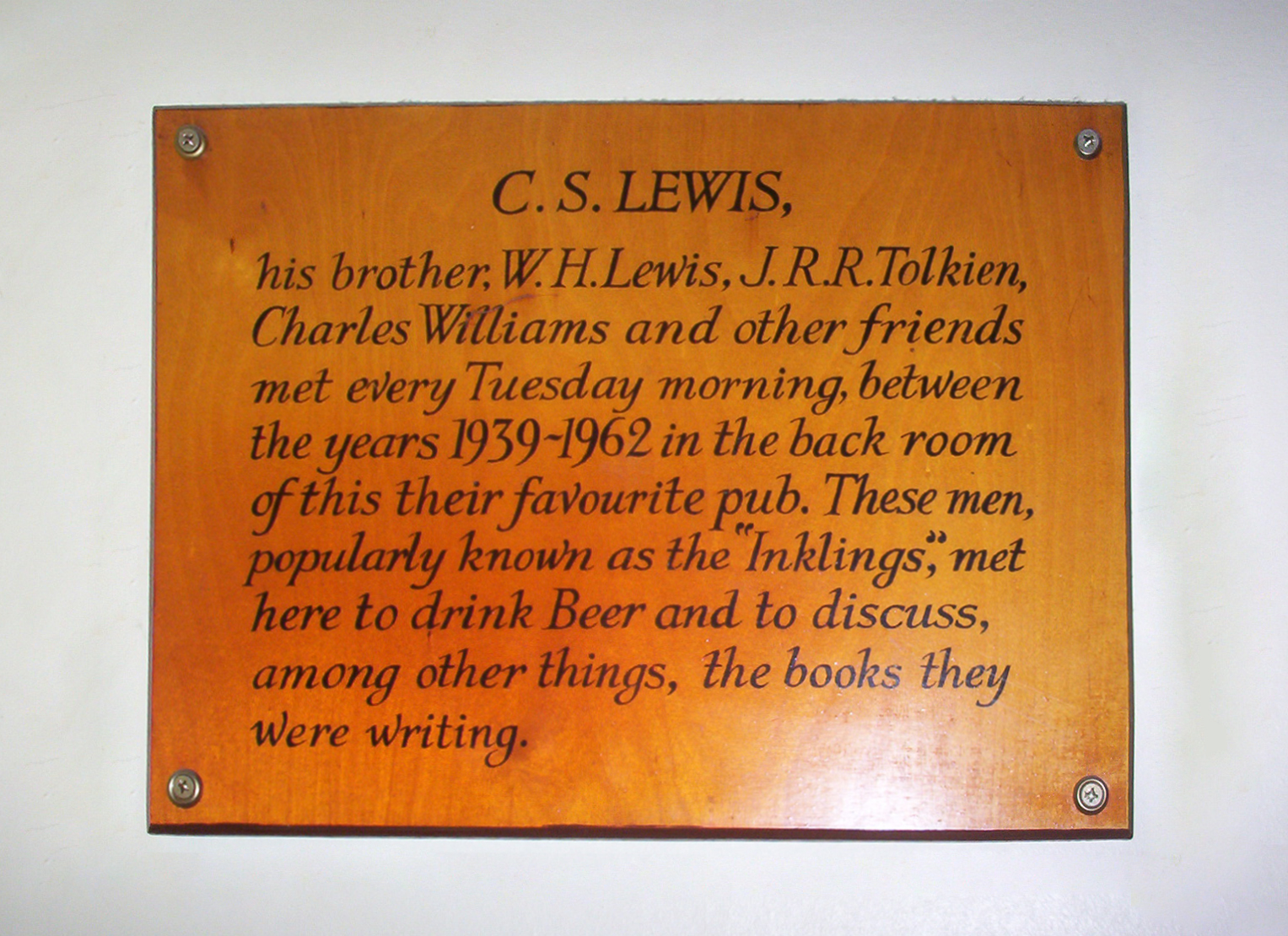
Placa de madera en la misma estancia que recuerda las costumbres de los Inklings.

El grupo se reunía regularmente hasta 1949 los jueves después de cenar en las habitaciones de Lewis en el Magdalen College de la Universidad de Oxford. En esas reuniones mantenían discusiones filosóficas y literarias, o leían y se criticaban mutuamente fragmentos inéditos de sus obras. Entre las que fueron leídas por primera vez entre los Inklings se encuentran famosas novelas como Más allá del planeta silencioso de Lewis, El Señor de los Anillos de Tolkien o All Hallows' Eve de Williams. Sin embargo, las reuniones no siempre eran del todo serias. Los Inklings solían divertirse con competiciones en las que apostaban, por ejemplo, quien de ellos era capaz de leer durante más tiempo sin reírse la reconocidamente mala prosa de Amanda McKittrick Ros. Aunque irregularmente se reunían también en otros locales, tenían por costumbre juntarse, de manera aún más informal que los jueves, los martes a mediodía en el pub Eagle and Child de Oxford, al que coloquialmente se referían con la aliteración The Bird and Baby o simplemente como The Bird. Más tarde, trasladaron esas citas a otro pub de la misma calle de Saint Giles, el Lamb & Flag.

## Historia del grupo

### Arranque
El nombre Inklings se inventó en primera instancia para una asociación literaria estudiantil creada hacia 1931 por el entonces estudiante Edward Tangye-Lean en el University College de Oxford. Tangye-Lean «tenía más conciencia que la mayoría de los estudiantes de la mutabilidad de sus clubes y sus modas, y tuvo la ambición de fundar uno que resultara más duradero. De cualquier modo, pidió a algunos catedráticos que se hicieran miembros». Entre los docentes que accedieron al grupo estaban Lewis (probablemente preceptor de Tangye-Lean en el University College) y Tolkien.
Este club original celebraba sus reuniones en las habitaciones de Tangye-Lean en el University College, y en ellas cada miembro debía leer en voz alta composiciones inéditas, fundamentalmente poemas y cuentos cortos, que eran criticadas de manera inmediata por el resto. Si una votación consideraba la contribución suficientemente buena, ésta se anotaba en un libro de registro que Tolkien escribía y tenía a su cargo. Entre las composiciones anotadas en ese libro cabe mencionar el poema «Errabundo», del propio Tolkien.
Cuando Tangye-Lean se graduó y dejó la Universidad de Oxford en 1933, la asociación cesó su actividad, y su nombre fue tomado por Tolkien y Lewis y transferido a su grupo informal en el Magdalen College. Sobre la relación entre los dos grupos llamados «Inklings», Tolkien escribió años más tarde: «Aunque nuestra actividad habitual era leer en voz alta composiciones de especie (¡y extensión!) variada, esta asociación y su costumbre habrían cobrado existencia, de hecho, en ese tiempo, hubiera existido aquel club original de tan breve vida o no».

### El camino continúa: las sociedades Tolkien
Si bien los Inklings dejaron de reunirse en 1962, su tradición continúa hasta hoy a través de varias asociaciones repartidas por el mundo. Así, en Estados Unidos existe la Mythopoeic Society, asociación internacional fundada en 1967 y cuyo primer presidente honorario fue el mismo Tolkien. El fin de la asociación (con sede en San Francisco, California), es el estudio de la literatura fantástica, especialmente las obras de Tolkien, Lewis y Charles Williams, los tres miembros más famosos de los Inklings. Pueden participar en ella estudiosos, escritores y en general cualquier lector de este género literario. La asociación edita tres boletines: Mythprint una revista mensual con reseñas, artículos y otras noticias de interés para los miembros; Mythlore, un diario que publica artículos académicos sobre mitología y fantasía; y Mythic Circle, publicación anual con poesía original y relatos breves. Además cada verano la asociación organiza la Annual Mythopoeic Conference y entrega los prestigiosos Mythopoeic Awards. La Tolkien Society británica existe desde 1969, y hay sociedades similares en el resto del mundo.

## Legado
El biógrafo británico Humphrey Carpenter publicó en 1978 un libro sobre los Inklings, en el que narra la historia del club, y las relaciones entre sus principales miembros. En uno de los relatos del propio Tolkien publicados en La historia de la Tierra Media, se da vida a un club ficticio llamado el Notion Club, basado en este grupo (inkling, al igual que notion significa en inglés 'noción', 'intuición', 'pensamiento vago').